# Jüdischer Friedhof (Odobești)
Koordinaten: 45° 45′ 25,9″ N, 27° 3′ 51,2″ O

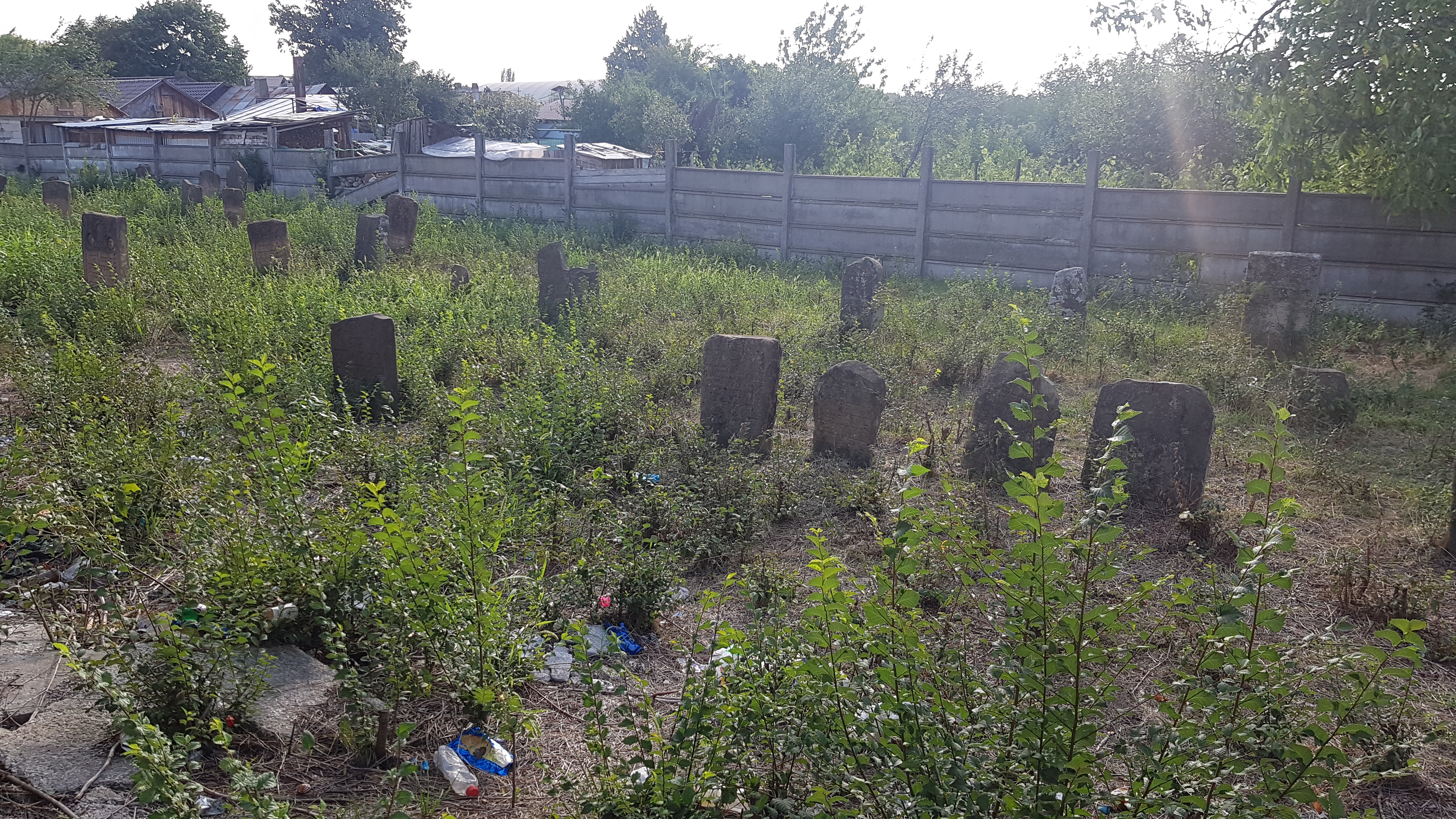
Jüdischer Friedhof Odobești (2022)

Der Jüdische Friedhof Odobești liegt in Odobești, einer Kleinstadt im Kreis Vrancea im Osten Rumäniens. Auf dem jüdischen Friedhof sind zahlreiche gut erhaltene Grabsteine vorhanden.